# 天氣女孩
天氣女孩是2012年於日本出道的臺灣女子偶像團體，同年發行首張日文單曲後正式活動。團名源於壹電視天氣預報節目《Weather Girls》。

## 經歷

### 2010年－2012年：天氣預報
天氣女孩出道前是在壹電視新聞台製播的天氣預報節目《Weather Girls》中輪值擔任氣象主播播報每日天氣。節目的內容是女孩們每月以不同的主題及裝扮報告氣象，由於以日式「卡哇伊」形象為造型主軸，讓此節目意外地在日本受到歡迎，造成一股臺灣氣象姐姐的話題，也在一些日本媒體上被介紹。節目自2010年8月開拍，到2012年3月停止拍攝新單元為止，總計共38名女孩參與此節目。

### 2012年：日本出道
因《Weather Girls》節目在日本受到歡迎，2012年4月，經紀公司Ritz Production從《Weather Girls》中挑選出七名團員，組成偶像團體，準備於日本出道。團員分別是Hi Jon、Esse、Dara、Mia、Mini、Yumi和NueNue，每位團員各代表一星期中的一天並有象徵各自個性的天氣符號。同年8月9日正式宣布日本出道消息。在日本，Weather Girls屬於波麗佳音體系，經紀約由Ritz Production與L Motion Entertainment共同管理，Jeff Miyahara為歌曲製作人。
團員Mini說：「我從小就是個哈日族，我一直很希望有機會在日本生活，我也很希望能成為歌手。能夠完成這些夢想讓我很開心。」而隊長Yumi補充表示：「我們的夢想是參加NHK的紅白歌唱大賽，還希望能參加日本的氣象預報節目。」（翻譯自）
2012年8月10日，參加由日本愛貝克思舉辦的「a-nation」演唱會，擔任開場演出嘉賓，並與AKB48同場演出，此為Weather Girls的出道表演。
單曲於2012年10月17日發行，單曲內包括兩首歌，與，並附上了伴奏版，共四條曲目。DVD版中附上了自我介紹及主打歌的MV。YouTube上的MV觀看數到目前已突破了141萬。
從10月1號開始，Music On! TV的SELECT中開始播出以Weather Girls 為主角的電視實境節目《密著天氣女孩》，內容是紀錄宣傳期時Weather Girls在家中發生的事情以及活動花絮。《密著天氣女孩》共播出了三季。第三季改到YouTube上播出，主題定為料理女王決定戰，比賽結果為料理女王這個頭銜由Mini贏得。

### 2013年－2014年：日本發展
2013年6月17日宣布，她們將會參加在2014年1月舉行的日本氣象預報員考試。這個考試從1994年開始舉辦，錄取率僅有5%。由於考試，他們請來TBS的氣象預報員國本未華授課，這些課程稱為，粉絲可以在場。
同年的2月初和6月初，知名製作人Jeff Miyahara為Weather Girls製作了第二張單曲和第三張單曲。同年的11月又為Weather Girls發行了第四張單曲《HEY BOY～ウェイシェンモ?～》。
《WEATHER GIRLS》專輯於2013年7月3號發行，專輯收錄了前三張單曲的主打歌，與受到粉絲好評的B面曲，還挑戰了不同類型的新歌，總共收錄了十首歌。視覺包裝以雲為主題，專輯封面表達的是Weather Girls穿著雲朵，乘著高氣壓來到日本。封面服裝被粉絲們稱為雲朵裝。
2013年8月10日，再次參加由日本愛貝克思舉辦的「a-nation」演唱會，擔任開場演出嘉賓。
《我要Attack咯 怎麼了嗎？》是Weather Girls主持的日本綜藝節目，在名古屋電視台播出，共播出十集。在節目中，Weather Girls也首次挑戰日本動畫配音，為最強銀河 究極ZERO Battle Spirits代言。

### 2013年：臺灣出道
2013年10月2日，經紀公司L Motion Entertainment透過臉書宣布Weather Girls將會在10月7日舉行回歸記者會。記者會上，Weather Girls與十全娛樂簽約並表演了，之後展開了臺灣的活動，正式在臺灣出道，中文歌曲製作人為陳國華。記者會中十全娛樂宣布Weather Girls將會擔任第11季SBL代言人，並演唱SBL代言曲，歌名為《為我加油》，10月13日將會在NBA海外熱身賽臺北站擔任表演嘉賓（此為第一次在臺灣的現場演出）。
Dara並未出席記者會，並在臉書與推特宣布因身體因素退團，經紀公司L Motion Entertainment於同年10月21日發表對於Dara退團的聲明，之後宣布第四張單曲《HEY BOY～ウェイシェンモ?～》由原六位團員依計畫繼續進行宣傳活動。同年10月7日記者會，現星期三女孩Ria首次亮相（此時為練習生）。
同年9月6日，於日本的C-POP TV開始播出，是中文發音配上日文字幕的形式播出。由Weather Girls的Dara、NueNue、Yumi、Esse、Hi Jon和Mini主演，共播出31集，每集約10分鐘。劇情是訴說微電影調查劇中虛擬的電視台WG-TV總裁的跳樓事件，由六位團員所演出的雜務特勤組去調查事件的過程。

### 2014年－2016年：臺灣發展
2014年1月24日，於Weather Girls日文官網，經紀公司Ritz Production宣布Ria正式加入Weather Girls，從《Tomorrow World》起參與日文單曲。

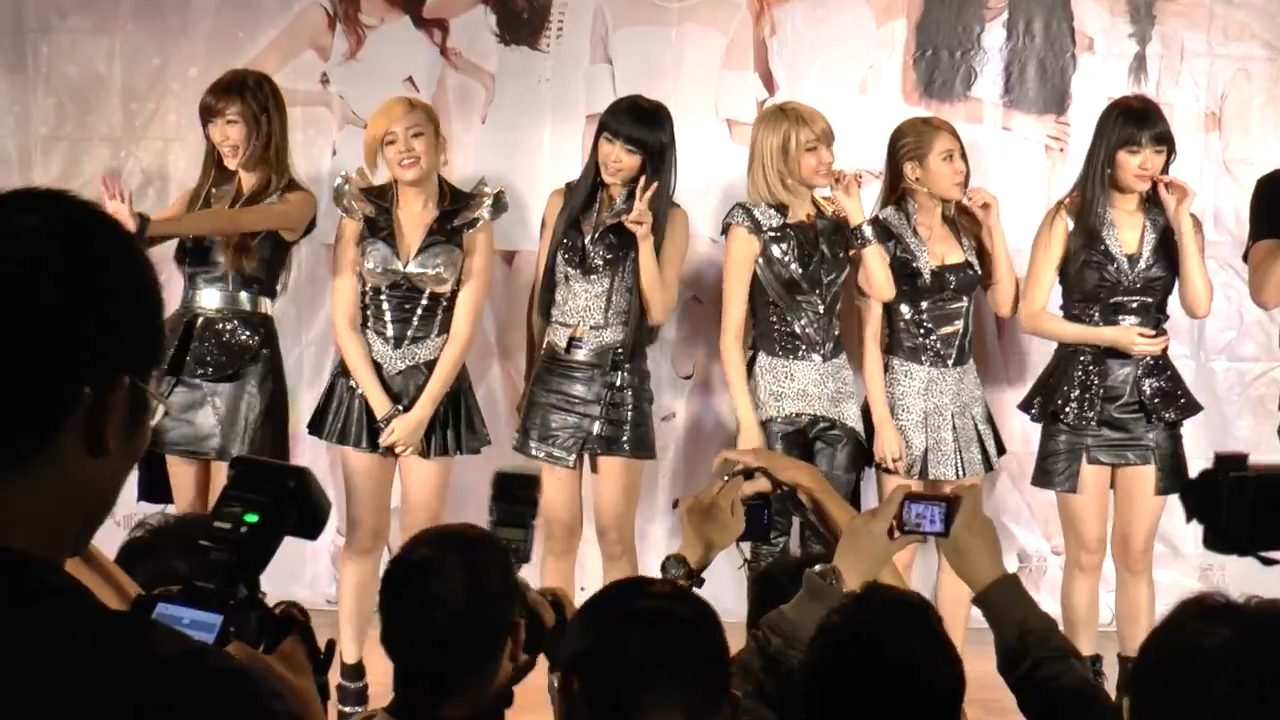
2014年 《威啊》專輯簽唱會（由左至右）：Yumi、Ria、Mini、Hi Jon、Mia、NueNue

臺灣出道專輯《威啊》於2014年11月1日發行，專輯內共包括十首歌，收錄了兩首代言歌曲，博斯頻道主題曲：我是BOSS，2013年SBL主題曲：為我加油。為了紀念首張專輯發行，11月1日Weather Girls於台北舉辦了簽名會。威啊專輯的MV共有4支，分別是〈威啊〉、〈Don't Cry〉、〈我是BOSS〉、〈為我加油〉。
2014年10月1日，Esse在臉書宣布於9月23日與十全娛樂終止經紀合約，此後Weather Girls以六人團體的形式活動（Esse的英文名改為「Ice」）。
Weather Girls在《威啊》宣傳期主持了兩個網絡直播節目，一個是『來氣玩』另一個是『PTT週報X天氣女孩』。『來氣玩』在10月1日播出第1集並固定每周三播出，內容為每周不同的兩位團員依據節目主題進行競賽，在2月11日播畢共播出兩季。『PTT週報X天氣女孩』於2015年1月12日播出第一集並固定於每周一播出，每周也是由不同的兩位團員主持，內容是Weather Girls挑選PTT前一週的熱門文章來做報導，在5月11日播畢共播出16集。
2015年6月2日，Mini在個人粉絲專頁上寫說她有脊椎問題，因為需要長期復健，所以向經紀公司請長假、暫停所有活動。Mini的回歸日期還是未知數。Mini暫停工作後，Weather Girls六月起以五人形式繼續活動。
日本福岡市邀請臺灣女團Weather Girls參加福岡市一年一度的Fukuoka Asian Party。Weather Girls在10月10日和10月11日有一連串的表演。團員Hi Jon在卡拉OK比賽中，演唱灌籃高手的主題曲好想大聲說喜歡你而得到了第2名。福岡市市長高島宗一郎在Fukuoka Asian Party也特別介紹了Weather Girls。
《嗨！Let's Go！》由Weather Girls主持，是一個為了傳達「臺灣還不知道的日本魅力」而製作的旅遊節目，在亞洲旅遊台播出，由團員輪流擔任此旅遊節目的主持人。2016年1月7日播出第一集，共撥出13集。
大金廣告「DKR32」
大金空調找來Weather Girls擔任品牌大使，以宣傳R32冷媒為概念，製作了「DKR32」單曲，也拍攝了MV和廣告，3月時開始播出。

### 2017年：正式解散
2016年10月，Mia因身體因素宣布將離開Weather Girls，10月份的WGSx7品牌發表為最後一次公開活動，Weather Girls將另覓新成員繼續活動。新加入的韓國籍成員Hongseol於2017年5月11日的公開活動正式亮相。但2017年11月1日，十全娛樂以商業考量理由與天氣女孩各成員提前解約，並解散該團體。

### 2018年：重新出發
2018年4月，澳門商演中，經紀人找回成員Yumi、Ria、Dara、Hi Jon，重新組合天氣女孩，並開始活動。
2019年3月，Dara舉辦個人「女孩的日常・天氣 馬上看攝影展」，與天氣女孩Yumi、Ria、Hi Jon共同演出。

## 團體成員

### 鄭筠熹（Hi Jon）
Hi Jon畢業於國立臺北商業技術學院。2010年9月首次在天氣預報節目《Weather Girls》登場，之後便為固定班底之一，2012年3月時被選入團體中成為團員之一出道。2019年加入味全龍專屬啦啦隊Dragon Beauties，2020年加入樂天桃猿專屬啦啦隊Rakuten Girls，於2021年擔任副隊長。

### 林梨亞（Ria）
Ria，臺日混血兒，日本姓氏是「新藤」，從小學習舞蹈，在肢體方面有很大的天賦。在2010年參加「蝴蝶蝴蝶生ㄉ真美麗」節目舉辦的「水水高中生」比賽，在眾多參賽者之網路人氣投票後，以人氣投票率第二名進入總決賽（於2010年8月15日播出），Ria曾多次參加舞蹈相關比賽及表演，舞藝過人。在經過長達一年的練習生訓練，於2013年被選為天氣女孩的成員之一（替補Dara）,也是少數會說韓文的藝人之一，各方面都有驚人的表現。
加入Weather Girls之前為伊林娛樂旗下，並有多次的演出經驗。

### 林采薇（Yumi）
Yumi畢業於文化大學，其兄為樂團1976的貝斯手林子喬。Yumi是Weather Girls中唯一於團體出道前即為藝人（以本名身分）之團員，擁有些許作品。2008年底參加超級星任務選秀節目，並榮獲冠軍。2009年成為伊林模特兒之一，並於2010年11月12日與王承嫣、詹乃蓁、梁沛妤、胡欣雅、劉湘怡等六名模特兒出寫真集《萌幻想》，Yumi在裡面擔任女僕角色。Yumi有演出2009年愛就宅一起（飾演毛毛）、熱血青春（飾演小美）、2010年犀利人妻（飾演琦琦）。
2012年3月首次在天氣預報節目《Weather Girls》登場，之後被選入團體中成為團員之一出道。2014年1月和哈孝遠合作拍攝微電影《男人的小確幸 # 2 （页面存档备份，存于）》，獲得43萬的高點擊率。

### 趙靜儀（NueNue）
NueNue畢業於輔仁大學，2011年7月首次在天氣預報節目《Weather Girls》登場，2012年3月時被選入團體中成為團員之一出道。2015年與團員Ria一同客串演出東京電視台日劇《孤獨的美食家 Season 5 》臺灣篇。2016年在臺灣電視劇《我家是戰國》任不少戲份。

### 團員列表
| 團員列表   | 團員列表 | 團員列表 | 團員列表          | 團員列表                | 團員列表   | 團員列表 | 團員列表     | 團員列表 | 團員列表    | 團員列表 |
| 藝名       | 藝名     | 藝名     | 本名              | 生日                    | 負責播報日 | 代表顏色 | 代表天氣元素 | 代表類型 | 粉絲名      |          |
| 英文       | 中文     | 日文     | 本名              | 生日                    | 負責播報日 | 代表顏色 | 代表天氣元素 | 代表類型 | 粉絲名      |          |
| ---------- | -------- | -------- | ----------------- | ----------------------- | ---------- | -------- | ------------ | -------- | ----------- | -------- |
| Yumi       |          |          | 林采薇            | 1984年3月5日（雙魚座）  | 星期六     | 紫色     | 霧           | 性感     | 不適用      |          |
| Hi Jon     |          |          | 鄭筠熹            | 1988年9月27日（天秤座） | 星期一     | 綠色     | 雷           | 活力     | 雷寶包      |          |
| Dara       |          |          | 卓昔潔            | 1989年9月7日（處女座）  | 星期三     | 紅色     | 雲           | 不適用   | 不適用      |          |
| Ria        | [ 56 ]   |          | 林梨亞            | 1996年10月8日（天秤座） | 星期三     | 紅色     | 雲           | 個性     | Black Heart |          |
| 已退出成員 |          |          |                   |                         |            |          |              |          |             |          |
| Mia        | [ 59 ]   |          | 莊心怡            | 1983年6月12日（雙子座） | 星期四     | 藍色     | 太陽         | 美麗     | 不適用      |          |
| Mini       |          |          | 林怡慧            | 1984年6月30日（巨蟹座） | 星期五     | 粉紅色   | 雪           | 萌系     | 不適用      |          |
| Hongseol   |          |          | 朴類娜 （박유나） | 1990年9月18日（處女座） | 星期四     | 藍色     | 太陽         | 美麗     | 不適用      |          |
| Esse       |          |          | 劉玳妍            | 1991年8月18日（獅子座） | 星期二     | 橘色     | 雨           | 不適用   | 不適用      |          |
| NueNue     |          |          | 趙靜儀            | 1991年10月4日（天秤座） | 星期日     | 黃色     | 風           | 甜美     | 不適用      |          |

### 團員變遷表
| 團員變遷表 |                              |                              |                             |                             |                           |                           |                           |                     |
| 團員       | 2012年                       | 2013年                       | 2014年                      | 2014年                      | 2015年                    | 2016年                    | 2017年                    | 2018年至今 個人發展 |
| 團員       | 2012年                       | 10月                         | 1月                         | 9月                         | 6月                       | 10月                      | 11月                      | 2018年至今 個人發展 |
| Hi Jon     | 2012年8月10日至今            | 2012年8月10日至今            | 2012年8月10日至今           | 2012年8月10日至今           | 2012年8月10日至今         | 2012年8月10日至今         | 2012年8月10日至今         | 2012年8月10日至今   |
| Esse       | 2012年8月10日-2014年9月23日  | 2012年8月10日-2014年9月23日  | 2012年8月10日-2014年9月23日 | 2012年8月10日-2014年9月23日 |                           |                           |                           |                     |
| Dara       | 2012年8月10日-2013年10月16日 | 2012年8月10日-2013年10月16日 |                             |                             |                           |                           |                           | 2018年4月至今       |
| Ria        |                              |                              | 2014年1月24日至今           | 2014年1月24日至今           | 2014年1月24日至今         | 2014年1月24日至今         | 2014年1月24日至今         | 2014年1月24日至今   |
| Mia        | 2012年8月10日-2016年10月     | 2012年8月10日-2016年10月     | 2012年8月10日-2016年10月    | 2012年8月10日-2016年10月    | 2012年8月10日-2016年10月  | 2012年8月10日-2016年10月  |                           |                     |
| Mini       | 2012年8月10日-2015年6月      | 2012年8月10日-2015年6月      | 2012年8月10日-2015年6月     | 2012年8月10日-2015年6月     | 2012年8月10日-2015年6月   |                           |                           |                     |
| Yumi       | 2012年8月10日至今            | 2012年8月10日至今            | 2012年8月10日至今           | 2012年8月10日至今           | 2012年8月10日至今         | 2012年8月10日至今         | 2012年8月10日至今         | 2012年8月10日至今   |
| NueNue     | 2012年8月10日至2017年11月    | 2012年8月10日至2017年11月    | 2012年8月10日至2017年11月   | 2012年8月10日至2017年11月   | 2012年8月10日至2017年11月 | 2012年8月10日至2017年11月 | 2012年8月10日至2017年11月 |                     |
| Hongseol   |                              |                              |                             |                             |                           |                           | 2017年5月11日至2017年11月 |                     |

### 隊長變遷表
| 隊長變遷表           | 隊長變遷表 | 隊長變遷表                                         |
| 期間                 | 隊長       | 備註                                               |
| 2012年8月~2013年9月  | Yumi       | 日本時期                                           |
| 2013年10月~2015年5月 | Mini、Yumi | 2013年回台發展，台灣隊長換成Mini，日本活動仍為Yumi |
| 2015年6月~2016年9月  | Yumi       | Mini先請假後退團，隊長改為Yumi                     |
| -------------------- | ---------- | -------------------------------------------------- |

## 活動簡歷
2012年

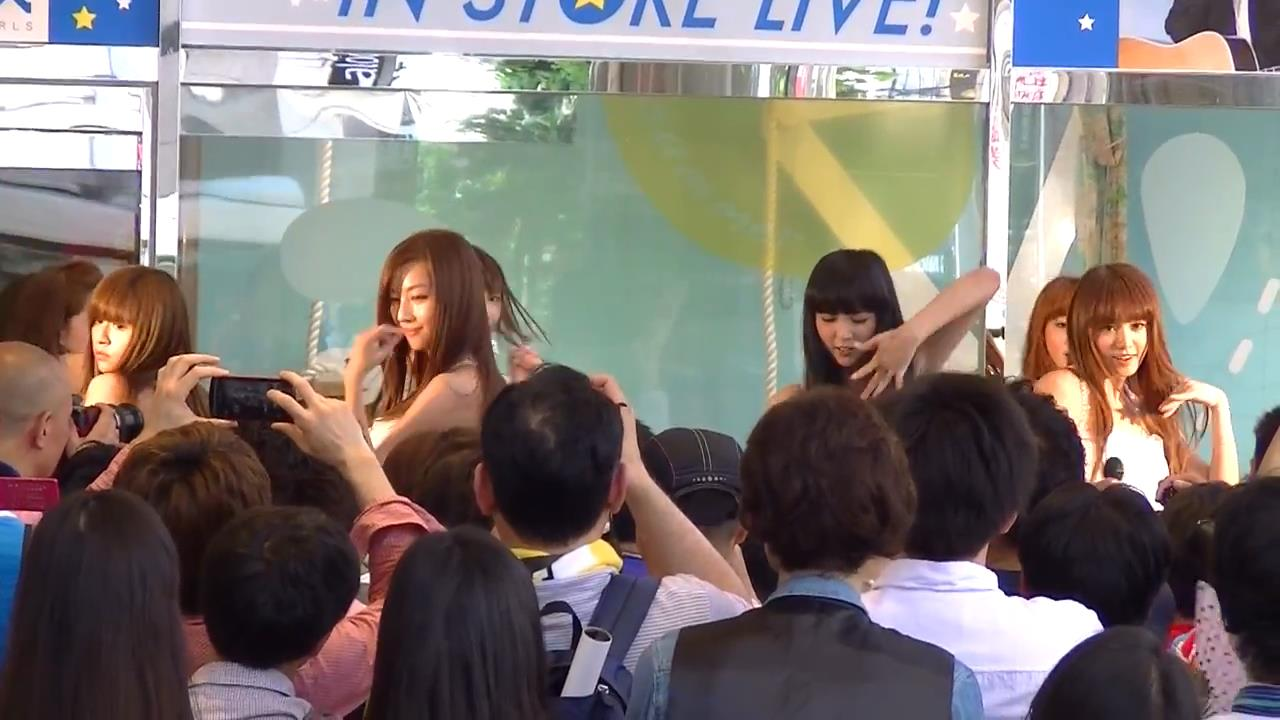
2013年東京澀谷活動

- 4月，經紀公司宣布經由選拔的七名女孩 Hi Jon、Esse、Dara、Mia、Mini、Yumi和NueNue組成偶像團體Weather Girls（ウェザーガールズ）。
- 8月9日，宣布發行出道單曲。
- 8月10日，參加「a-nation 2012 musicweek Asia Progress F」擔任開場表演嘉賓。
- 10月17日，發行出道單曲。

2013年
- 2月6日，發行第二張單曲。
- 3月20日，發行第一張DVD《ウェザーガールズTV Vol.1》。
- 6月5日，發行第三張單曲。
- 6月25日，在東京巨蛋擔任日本火腿鬥士隊的開球嘉賓[65]。
- 7月3日，發行首張專輯《WEATHER GIRLS》。
- 7月21日，舉辦首次與歌迷的互動巴士旅遊活動[66]。
- 7月27日，參加「TOKYO IDOL FESTIVAL 2013」演出[67]。
- 7月27日至8月11日，期間限定的「WG♥Cafe」咖啡廳在東京澀谷開張[68]。
- 8月10日，以開場嘉賓身分參加「a-nation 2013 IDOL NATION」。
- 8月24日，在中京電視台演唱會舞台上演出。
- 10月7日，與臺灣十全娛樂簽約，宣布在臺灣展開演藝活動。
- 10月13日，在NBA海外熱身賽臺北站擔任表演嘉賓，此為第一次在臺灣的現場演出。
- 10月19日，第一個固定塊狀節目在名古屋電視台開始播出。
- 11月7日，WGS 回臺首支中文主打歌曲「為我加油」。
- 11月8日至11月9日，中日經典棒球賽擔任開場表演及開球嘉賓。
- 11月20日，發行第四張單曲。

2014年
- 2月22日，在日本影視文化海外流通促進機構（コンテンツ海外流通促進機構，CODA）與臺灣國際創意及科技協會（TIFOCAT）共同主辦之「第一回臺日影視文化交流活動」擔任「日臺著作權保護隊長」[69]。
- 3月5日，發行第五張單曲《Tomorrow World》。
- 3月16日，臺韓觀光交流公益明星棒球賽擔任表演嘉賓。
- 6月4日，發行第六張單曲《Like You ♡ Anyway》。
- 7月4日，在桃園國際棒球場擔任Lamigo隊的開球嘉賓。
- 7月5日，參加「墾丁熱氣球嘉年華」並擔任表演嘉賓。
- 8月7日，參加華視「高雄募款晚會」。
- 8月24日，參加「TOKYO IDOL FESTIVAL 2014」演出。
- 8月29日，參加「新疆吉瑞祥公司30週年」並擔任表演嘉賓。
- 11月1日，發行首張國語專輯《威啊》[70]。

2015年
- 1月24日，與其他三個女子團體，組成《舞力全開女神21》，參加「2015超級巨星紅白藝能大賞」演出[71]。
- 3月1日，擔任FHM3月號cover girl - 青春「羊」溢 天氣女孩[72]。
- 10月10日，參加「Fukuoka Asian Party」演出，為Weather Girls睽違一年的日本舞台[73]。
- 10月31日，擔任大同大學「嗨彼得校園演唱會」表演嘉賓。
- 6月16日，FHM男人幫2015全球百大美女票選線上直播記者會上表演。

2016年
- 1月7日，主持「嗨! LET'S GO」節目，每週四晚間9點於臺灣亞洲旅遊台首播。
- 10月16日，時尚品牌WGSX7發表會，也是Mia的最後一場公開活動。

## 音樂作品

### 日本單曲
| 單曲 # | 單曲資料 | 曲目 | Oricon公信榜 最高名次 |
| 1st    | 首張日文單曲《 》(戀愛的天氣預報) - 發行日期：2012年10月17日 - 發行類型：CD+DVD、CD - 發行版本：通常盤、初回限定盤          | 曲目 CD 1. (Loving Pass ～戀愛通行證～) DVD 1. MV 2. (團員的個人自我介紹 VTR) | 29                    |
| 2nd    | 第二張單曲《》(戀愛是心跳警報) - 發行日期：2013年2月6日 - 發行類型：CD、CD+DVD - 發行版本：通常盤、初回限定盤               | 曲目 CD 1. (你的預報) DVD 1. MV | 35                    |
| 3rd    | 第三張單曲《》(戀愛的LOVE♥SUNSHINE) - 發行日期：2013年6月5日 - 發行類型：CD、CD+DVD - 發行版本：通常盤、初回限定盤          | 曲目 CD 1. Tonight's Weather 2. Tonight's Weather(演奏版) DVD 1. MV | 27                    |
| 4th    | 第四張單曲《》(HEY BOY~為什麼?~) - 發行日期：2013年11月20日 - 發行類型：CD、CD+DVD/CD+DVD - 發行版本：通常盤、初回限定盤A/B | 曲目 通常盤： 1. OMG! 2. (Loving Pass ～戀愛通行證～) 初回盤A： CD 1. OMG! 2. OMG!(演奏版) DVD 1. MV 2. 幕後花絮 初回盤B： CD DVD 1. (Weather Girls第一次去沖繩)                                                                                                | 54                    |
| 5th    | 第五張單曲《Tomorrow World》 - 發行日期：2014年3月5日 - 發行類型：CD、CD+DVD/CD+DVD - 發行版本：通常盤、初回限定盤A/B       | 曲目 通常盤： 1. Tomorrow World 2. Talk Talk Talk 3. Tomorrow World(演奏版) 4. Talk Talk Talk(演奏版) 初回盤A： CD 1. Tomorrow World 2. Talk Talk Talk DVD 1. Tomorrow World MV 初回盤B： CD 1. Tomorrow World 2. Talk Talk Talk DVD 1. Tomorrow World 幕後花絮 | 44                    |
| 6th    | 第六張單曲《Like You ♡ Anyway》 - 發行日期：2014年6月4日 - 發行類型：CD、CD+DVD/CD+DVD - 發行版本：通常盤、初回限定盤A/B    | 曲目 通常盤： 1. Like You ♡ Anyway 2. 為我加油 3. Like You ♡ Anyway(演奏版) 4. 為我加油(演奏版) 初回盤A： CD 1. Like You ♡ Anyway 2. 為我加油 DVD 1. Like You ♡ Anyway MV 初回盤B： CD 1. Like You ♡ Anyway 2. 為我加油 DVD 1. Like You ♡ Anyway 幕後花絮       | 44                    |

### 日本專輯
| 專輯 # | 專輯資料                                                              | 曲目 | Oricon公信榜 最高名次 |
| 1st    | 首張日文專輯《WEATHER GIRLS》 - 發行日期：2013年7月3日 - 發行類型：CD | 曲目 1. (戀愛的天氣預報) 2. (戀愛的LOVE♥SUNSHINE) 3. (戀愛的Lovebeam) 4. (戀愛是心跳警報) 5. (Thunder Day) 6. (Loving Pass～戀愛通行證) 7. (Because of You -一個人的夜晚-) 8. (淚之雨) | 67                    |

### 臺灣專輯
| 專輯 # | 專輯資料                                                      | 曲目 |
| 1st    | 首張中文專輯《威啊》 - 發行日期：2014年11月1日 - 發行類型：CD | 曲目 1. 威啊 2. 為我加油 3. Don't Kiss Me 4. 戀愛預報 5. 不解釋 6. 元氣 7. Hey Mr. DJ 8. 全能甜心 9. Don't Cry 10. 我是 Boss |

### DVD/Blu-ray
| 專輯 # | 專輯資料                                                               | 曲目 | Oricon公信榜 最高名次 |
| 1st    | 《》(Weather Girls TV Vol.1) - 發行日期：2013年3月20日 - 發行類型：DVD | 曲目 1. (天氣工作室 1) 2. (戀愛的天氣預報 舞蹈版MV) 3. (天氣工作室 2) 4. (戀愛的天氣預報 幕後花絮) 5. (天氣工作室 3) 6. (日文能力測試!) 7. (天氣工作室 4) 8. (戀愛是心跳警報 舞蹈版MV) 9. (天氣工作室 5) 10. (戀愛是心跳警報 幕後花絮) 11. (天氣工作室 6) 12. (比手畫腳對決!) 13. (疊疊樂對決!) 14. (巨大氣球爆破處罰!?) 15. (天氣工作室 8) 16. (密著 Weather Girls Vol.2) 17. (天氣工作室 8) 18. (大跳繩挑戰!!) | 不適用                |
| 2nd    | 《CLIPS ♡》 - 發行日期：2014年9月3日 - 發行類型：Blu-ray               | 曲目 音樂錄影帶 1. (戀愛的天氣預報) 2. (戀愛是心跳警報) 3. (戀愛的LOVE♥SUNSHINE) 4. (HEY BOY~為什麼?~) 5. Tomorrow World 6. Like You ♡ Anyway 特典映像①/② 1. (Weather Girls的睡衣派對-in台灣) 2. (幕後花絮) | 57                    |

## 演出作品

### 電視劇
| 劇名           | 電視台       | 播出地點 | 播出日期                  | 參與團員 | 角色                    | 性質       |
| 雜務特勤組     | C-POP TV     | 日本     | 2013年9月6日-2014年4月4日 | Hi Jon   | Ota (オタ)              | 女配角     |
| 雜務特勤組     | C-POP TV     | 日本     | 2013年9月6日-2014年4月4日 | Esse     | Kitty (キティ)          | 第三女主角 |
| 雜務特勤組     | C-POP TV     | 日本     | 2013年9月6日-2014年4月4日 | Dara     | 葉可欣 (イエ・カーシン) | 女主角     |
| 雜務特勤組     | C-POP TV     | 日本     | 2013年9月6日-2014年4月4日 | Mia      | 珍妮花                  | 女配角     |
| 雜務特勤組     | C-POP TV     | 日本     | 2013年9月6日-2014年4月4日 | Mini     | Fix                     | 女配角     |
| 雜務特勤組     | C-POP TV     | 日本     | 2013年9月6日-2014年4月4日 | Yumi     | 玫瑰 (メイグイ)         | 第四女主角 |
| 雜務特勤組     | C-POP TV     | 日本     | 2013年9月6日-2014年4月4日 | NueNue   | 林寶莉 (リン・バオリー) | 第二女主角 |
|                | 名古屋電視台 | 日本     | 2014年4月7日-6月23日      | 全部團員 | 鐵道女孩                | 客串       |
| 孤獨的美食家   | 東京電視台   | 日本     | 2015年10月23日            | Ria      | 客人                    | 客串       |
| 孤獨的美食家   | 國興衛視     | 臺灣     | 2016年5月13日             | NueNue   | 客人                    | 客串       |
| 我家是戰國     | 八大電視     | 臺灣     | 2016年3月24日-5月18日     | NueNue   | 魯巧真（小魯）          | 女配角     |
| 你有念大學嗎？ | 台視         | 臺灣     | 2019年1月6日-4月28日      | Hi Jon   | 江雯雯                  | 第三女主角 |
| 鏡子森林       | 民視         | 臺灣     |                           | NueNue   | 范雙琪/范雙雯           |            |

### 電影
| 年份   | 劇名       | 參與團員 | 角色           | 性質   |
| 2015年 | 大囍臨門   | Hi Jon   | 高海倫（小妹） | 女配角 |
| 2015年 | 大囍臨門   | Esse     | 李淑芬同事     | 女配角 |
| 2015年 | 大囍臨門   | Ria      | 李淑芬同事     | 女配角 |
| 2015年 | 大囍臨門   | Mia      | 李淑芬同事     | 女配角 |
| 2015年 | 大囍臨門   | Mini     | 李淑芬同事     | 女配角 |
| 2015年 | 大囍臨門   | Yumi     | 李淑芬同事     | 女配角 |
| 2015年 | 大囍臨門   | NueNue   | 李淑芬同事     | 女配角 |
| 2016年 | 暴力甜心   | NueNue   | 千希           | 女配角 |
| 2016年 | 惡魔軟妹幫 | NueNue   | 小櫻           |        |

### 微電影
| 年份   | 劇名         | 參與團員 | 角色       | 性質   | 備註   |
| 2014年 | 男人的小確幸 | Mini     | 花店老闆娘 | 女主角 | 第1集  |
| 2014年 | 男人的小確幸 | Yumi     | 客人       | 女主角 | 第2集  |
| 2015年 | 遇上200%的你 | Mini     | Macy       | 客串   | 照片裡 |
| 2015年 | 遇上200%的你 | NueNue   | 阿晴       | 客串   | 第2集  |

### 網路戲劇
| 劇名                                         | 網路影音平台 | 播出日期              | 參與團員 | 角色     | 性質   |
| 恐怖高校劇場: 天氣女孩畢旅夢靨!              | 酷瞧Coture   | 2015年1月21日         | Yumi     | Yumi     | 女主角 |
| 恐怖高校劇場: 天氣女孩畢旅夢靨!              | 酷瞧Coture   | 2015年1月21日         | NueNue   | 妞妞     | 女主角 |
| 愛呀，午休時刻-寂寞                          | 酷瞧Coture   | 2015年7月24日-8月10日 | NueNue   | 艾莉絲   | 女主角 |
| 星座研究室: OL逆襲 辦公室的復仇              | 酷瞧Coture   | 2015年9月1日          | Yumi     | 范范     | 女主角 |
| 星座研究室: 求婚者的十二道陰影               | 酷瞧Coture   | 2015年9月30日         | NueNue   | 女朋友   | 女主角 |
| 星座研究室: 拒絕加班 OL的怒吼                | 酷瞧Coture   | 2015年11月11日        | Yumi     | OL       | 女主角 |
| 星座研究室: 別讓服飾店員不開心！奧客排行榜！ | 酷瞧Coture   | 2016年3月10日         | NueNue   | 奧客     | 女主角 |
| Before & After: 一個人好 但不要單身到老      | 酷瞧Coture   | 2016年6月8日          | NueNue   | 朋友     | 女配角 |
| Before & After: 職場裝閨蜜 老闆前捅你        | 酷瞧Coture   | 2016年6月15日         | NueNue   | 君君     | 女配角 |
| Before & After: 裝作不會喝 是怕嚇到你        | 酷瞧Coture   | 2016年6月22日         | NueNue   | 約會女孩 | 女主角 |
| Before & After: 男人面前 永遠都是小鳥胃      | 酷瞧Coture   | 2016年6月29日         | NueNue   | 女朋友   | 女主角 |
| Before & After: 激情一夜 帥哥竟是小...       | 酷瞧Coture   | 2016年7月6日          | NueNue   | 女孩     | 女主角 |
| Before & After: 沒事找架吵 只怕你亂搞        | 酷瞧Coture   | 2016年7月13日         | NueNue   | 朋友     | 女配角 |

### 音樂錄影帶
- 團體MV

| 發行日期       | 歌名              | 收錄唱片                          | 導演            | 備註                      |
| 2012年10月17日 |                   | 《》 《CLIPS ♡》                  | 奚岳隆          | 日本出道單曲              |
| 2013年1月31日  |                   | 《》 《CLIPS ♡》                  | 奚岳隆          |                           |
| 2013年4月25日  |                   | 《》 《CLIPS ♡》                  | 奚岳隆          |                           |
| 2013年10月22日 |                   | 《》 《CLIPS ♡》                  | 加藤秀幸        |                           |
| 2013年11月7日  | 為我加油          |                                   | 奚岳隆          | SBL第十一季官方指定主題曲 |
| 2014年2月17日  | Tomorrow World    | 《Tomorrow World》 《CLIPS ♡》    | 蘇文聖          |                           |
| 2014年5月1日   | Like You ♡ Anyway | 《Like You ♡ Anyway》 《CLIPS ♡》 | 加藤秀幸        |                           |
| 2014年7月4日   | 我是 Boss         |                                   | 賴偉康          | 中華職棒下半季代言歌曲    |
| 2014年11月7日  | 威啊              |                                   | 奚岳隆          | 2014 首張國語專輯第一主打 |
| 2014年12月1日  | Don't Cry         |                                   | 殷振豪          | 2014 首張國語專輯抒情主打 |
| 2016年3月10日  | DKR32             |                                   | 舒夷華、 姚國峰 | 大金空調代言廣告歌曲      |

- 參演其他歌手MV

| 歌手   | 歌名       | 演出 | 收錄唱片               | 導演   | 備註 |
| 金鐘國 | 恨幸福來過 | Yumi |                        | 方文山 |      |
| 金四喜 | 歡喜來恰恰 | Mia  | 《大囍臨門》電影原聲帶 | 奚岳隆 |      |

### 電視節目來賓
| 2012年電視節目來賓列表 | 2012年電視節目來賓列表 | 2012年電視節目來賓列表 | 2012年電視節目來賓列表 | 2012年電視節目來賓列表 |
| ---------------------- | ---------------------- | ---------------------- | ---------------------- | ---------------------- |
| 播出日期               | 電視台                 | 節目                   | 主題                   | 參與團員               |
| 2012年7月16-7月20日    | 富士電視台             | NON STOP!              |                        | 全部團員               |
| 2012年8月13日          | 富士電視台             | NON STOP!              |                        | 全部團員               |
| 2012年9月15日          | TBS電視台              |                        |                        | 全部團員               |

| 2013年電視節目來賓列表 | 2013年電視節目來賓列表 | 2013年電視節目來賓列表             | 2013年電視節目來賓列表   | 2013年電視節目來賓列表 |
| ---------------------- | ---------------------- | ---------------------------------- | ------------------------ | ---------------------- |
| 播出日期               | 電視台                 | 節目                               | 主題                     | 參與團員               |
| 2013年1月11日          | J:COM                  |                                    |                          | 全部團員               |
| 2013年4月12日          | 富士電視台             | mu-Jack                            |                          | 全部團員               |
| 2013年5月1日           | PigooHD                | 藤江麗奈 presents GIRLS POP LIVE!! |                          | 全部團員               |
| 2013年5月6日           | 日本電視台             |                                    |                          | 全部團員               |
| 2013年5月13日          | 富士電視台             | NON STOP!                          |                          | 全部團員               |
| 2013年5月18日          | TBS電視台              |                                    |                          | 全部團員               |
| 2013年6月1日           | TBS電視台              |                                    |                          | 全部團員               |
| 2013年6月7日           | J:COM                  |                                    |                          | 全部團員               |
| 2013年6月9日           | BS-TBS                 |                                    |                          | 全部團員               |
| 2013年6月21日          | 關西電視台             | mu-Jack                            |                          | 全部團員               |
| 2013年7月4日           | 日本電視台             | PON!                               |                          | 全部團員               |
| 2013年7月6日           | 埼玉電視台             |                                    |                          | 全部團員               |
| 2013年7月27日          | TBS電視台              |                                    |                          | 全部團員               |
| 2013年8月25日          | 日本電視台             | 24小時電視 「愛心救地球」          |                          | 全部團員               |
| 2013年11月8日          | 八大綜合台             | 娛樂百分百                         | 百分百娛樂王             | 全部團員               |
| 2013年11月16日         | 中國電視公司           | 萬秀豬王                           | 萬秀大牌檔 天氣女孩      | 全部團員               |
| 2013年11月27日         | 中天綜合台             | SS小燕之夜                         | 男人眼中年輕美眉的條件！ | 全部團員               |

| 2014年電視節目來賓列表 | 2014年電視節目來賓列表 | 2014年電視節目來賓列表 | 2014年電視節目來賓列表                | 2014年電視節目來賓列表 |
| ---------------------- | ---------------------- | ---------------------- | ------------------------------------- | ---------------------- |
| 播出日期               | 電視台                 | 節目                   | 主題                                  | 參與團員               |
| 2014年1月4日           | 東森綜合台             | 絕對不單淳             | 五分埔戀愛大考驗                      | 全部團員               |
| 2014年1月4日           | 緯來育樂台             | GX GAMING電競特區      |                                       | 全部團員               |
| 2014年1月5日           | 緯來育樂台             | GX GAMING電競特區      |                                       | 全部團員               |
| 2014年1月8日           | 三立都會台             | 綜藝大熱門             | 這種眼神你受得了嗎?! 放電女王大評選!! | 全部團員               |
| 2014年1月15日          | 衛視中文台             | WOW！侯麻吉            | 團體生活不容易 演藝圈團體的生活之道!  | 全部團員               |
| 2014年1月17日          | 中天綜合台             | 康熙來了               | 新女子團體勾心鬥角大對決              | 全部團員               |
| 2014年1月23日          | 八大綜合台             | 娛樂百分百             | Weather Girls 藝能發表會              | 全部團員               |
| 2014年1月30日          | 三立都會台             | 綜藝大熱門             | 新春巨星瘋馬秀 嗨歌大熱門             | 全部團員               |
| 2014年3月28日          | 八大綜合台             | 娛樂百分百             | Weather Girls 好友爆料大會            | 全部團員               |
| 2014年4月5日           | 八大綜合台             | 娛樂百分百             | 姐妹大對決                            | 全部團員               |
| 2014年5月2日           | 八大綜合台             | 娛樂百分百             | 百分百遊戲王                          | 全部團員               |
| 2014年5月29日          | 三立都會台             | 國光幫幫忙             | 正妹的現實！只有這些男人最清楚！      | 全部團員               |
| 2014年6月7日           |                        |                        |                                       | 全部團員               |
| 2014年6月11日          | 三立都會台             | 國光幫幫忙             | 都是身材惹的禍！2014好身材大集合      | Mini                   |
| 2014年6月16日          | 中天綜合台             | SS小燕之夜             | 沒想到 他們居然做過這件事？           | Hi Jon、Mini、Yumi     |
| 2014年11月19日         | 中天綜合台             | SS小燕之夜             | 對面的女孩看過來！                    | 全部團員               |
| 2014年11月26日         | 八大綜合台             | 娛樂百分百             | Live                                  | 全部團員               |
| 2014年12月1日          | 三立都會台             | 綜藝大熱門             | 如果有一天我能登上小巨蛋!!            | 全部團員               |
| 2014年12月2日          | 八大綜合台             | 娛樂百分百             | Live-全明星比一比                     | Hi Jon、Mini、Yumi     |
| 2014年12月3日          | 八大綜合台             | 娛樂百分百             | Live-28搜查線                         | 全部團員               |
| 2014年12月5日          | 八大綜合台             | 娛樂百分百             | 粉絲同樂會                            | 全部團員               |
| 2014年12月10日         | 八大綜合台             | 娛樂百分百             | 叫我美腦王                            | 全部團員               |
| 2014年12月11日         | 八大綜合台             | 娛樂百分百             | 百分百大對抗                          | 全部團員               |
| 2014年12月16日         | 中天綜合台             | 大學生了沒             | 男大生最夢幻的女團見面會!!            | 全部團員               |
| 2014年12月18日         | 八大綜合台             | 娛樂百分百             | 百分百運動會                          | 全部團員               |
| 2014年12月25日         | 衛視中文台             | 歡樂智多星             |                                       | 全部團員               |

| 2015年電視節目來賓列表 | 2015年電視節目來賓列表 | 2015年電視節目來賓列表   | 2015年電視節目來賓列表            | 2015年電視節目來賓列表                    |
| ---------------------- | ---------------------- | ------------------------ | --------------------------------- | ----------------------------------------- |
| 播出日期               | 電視台                 | 節目                     | 主題                              | 參與團員                                  |
| 2015年1月3日           | 八大第一台             | 臺灣好歌聲               |                                   | 全部團員                                  |
| 2015年1月10日          | TVBS歡樂台             | 全球中文音樂榜上榜       |                                   | 全部團員                                  |
| 2015年2月18日          | 臺灣電視公司           | 2015超級巨星紅白藝能大賞 |                                   | 全部團員                                  |
| 2015年2月18日          | 緯來日本台             | 好吃好玩日本人遊臺灣     |                                   | 全部團員                                  |
| 2015年2月22日          | 華視主頻               | 華視天王豬哥秀           | 大囍團                            | Hi Jon、Ria、Mini、NueNue                 |
| 2015年3月4日           | TVBS歡樂台             | 食尚玩家－來去住一晚     | 基隆-推翻觀光路線!熟門熟路我內行! | Ria                                       |
| 2015年3月18日          | 中天娛樂台             | 麻辣同學會               | 麻辣小劇場之瘋狂有氧教室          | Hi Jon、NueNue                            |
| 2015年3月25日          | 中天娛樂台             | 麻辣同學會               | 麻辣小劇場之超實用命理課          | Mini、NueNue                              |
| 2015年4月2日           | 中天娛樂台             | 麻辣同學會               | 麻辣小劇場之舞棍搖擺課            | Mini、NueNue                              |
| 2015年4月20日          | 中天娛樂台             | 麻辣同學會               | 麻辣小劇場之超心裡美術課          | Mini、NueNue                              |
| 2015年4月22日          | 八大綜合台             | 娛樂百分百               | 叫我美腦王                        | Hi Jon、Ria、NueNue                       |
| 2015年5月1日           | 八大綜合台             | 娛樂百分百               | 百分百遊戲王                      | Hi Jon、Ria、Mia、NueNue                  |
| 2015年5月4日           | 八大綜合台             | 娛樂百分百               | 百分百大對抗                      | 全部團員                                  |
| 2015年5月4日           | 中天娛樂台             | 麻辣同學會               | 麻辣小劇場之超瘋狂歌唱課          | Mini、NueNue                              |
| 2015年5月6日           | TVBS歡樂台             | 食尚玩家－來去住一晚     | 臺北一定要吃到!這些店到底有多紅?  | Hi Jon                                    |
| 2015年5月14日          | 三立都會台             | 型男大主廚               | 天氣女孩可愛唱跳吳秉承變美隊      | 全部團員                                  |
| 2015年5月18日          | 八大綜合台             | 娛樂百分百               | 唇對嘴表演大賽                    | Ria、Mia、NueNue                          |
| 2015年5月23日          | TVBS歡樂台             | 全球中文音樂榜上榜       | 歡樂研究院                        | Hi Jon                                    |
| 2015年5月25日          | 八大綜合台             | 娛樂百分百               | 迎夏舞蹈大賽                      | 全部團員                                  |
| 2015年6月13日          | 國興衛視               | 我的閨房秘蜜             | 國產妹 VS 櫻花妹 大PK             | NueNue                                    |
| 2015年6月18日          | 八大綜合台             | 美味搜查線               | 絕對超值的日式料理登場啦          | 全部團員 *Mini在2015年6月初起暫停所有活動 |
| 2015年7月25日          | TVBS歡樂台             | 全球中文音樂榜上榜       | 歡樂研究院                        | 全部團員 *Mini在2015年6月初起暫停所有活動 |
| 2015年8月23日          | 超視                   | 列王大挑戰               |                                   | Yumi、NueNue                              |
| 2015年8月30日          | 超視                   | 列王大挑戰               |                                   | Yumi、NueNue                              |
| 2015年9月7日           | 超視                   | 列王大挑戰               |                                   | Yumi、NueNue                              |
| 2015年9月13日          | 超視                   | 列王大挑戰               |                                   | Yumi、NueNue                              |
| 2015年9月26日          | TVBS歡樂台             | 全球中文音樂榜上榜       | 臺語唱腔必修課                    | 全部團員                                  |
| 2015年10月20日         | 三立都會台             | 國光幫幫忙               | 正妹難相處!問室友就知道           | Hi Jon、Ria、Mia                          |
| 2015年11月14日         | TVBS歡樂台             | 全球中文音樂榜上榜       | 韓流入侵華語市場                  | 全部團員                                  |
| 2015年11月21日         | TVBS歡樂台             | 全球中文音樂榜上榜       | 工具人悲哀誰人知                  | Hi Jon、Ria、Yumi、NueNue                 |
| 2015年11月28日         | TVBS歡樂台             | 全球中文音樂榜上榜       |                                   | 嘉賓主持人：Hi Jon、Yumi Ria              |
| 2015年11月29日         | 華視主頻               | 華視天王豬哥秀           |                                   | Hi Jon、Ria、Yumi                         |
| 2015年12月17日         | 八大綜合台             | 娛樂百分百               | 百分百大對抗                      | Yumi                                      |
| 2015年12月26日         | TVBS歡樂台             | 全球中文音樂榜上榜       | 推薦舞台                          | 嘉賓主持人：Hi Jon、Yumi                  |
| 2015年12月26日         | 三立都會台             | 綜藝玩很大               | 臺灣臺南                          | Yumi                                      |
| 2015年1月2日           | 三立都會台             | 綜藝玩很大               | 臺灣臺南                          | Yumi                                      |

| 2016年電視節目來賓列表 | 2016年電視節目來賓列表 | 2016年電視節目來賓列表          | 2016年電視節目來賓列表                       | 2016年電視節目來賓列表               |
| ---------------------- | ---------------------- | ------------------------------- | -------------------------------------------- | ------------------------------------ |
| 播出日期               | 電視台                 | 節目                            | 主題                                         | 參與團員                             |
| 2016年2月6日           | 八大第一台             | 臺灣好歌聲                      |                                              | 全部團員                             |
| 2016年2月7日           | 八大綜合台             | 娛樂百分百                      | 喜慶團圓猴棒棒                               | Ria、Mia、Yumi                       |
| 2016年2月8日           | MTV                    | 我愛偶像                        |                                              | Hi Jon、Ria、Mia、Yumi               |
| 2016年2月9日           | MTV                    | 我愛偶像                        |                                              | Hi Jon、Ria、Mia、Yumi               |
| 2016年3月2日           | 三立都會台             | 綜藝大熱門                      | 誰老了最美?!60歲老奶奶選美大賽!              | Yumi                                 |
| 2016年3月21日          | 名古屋電視台           | ゲッターズ飯田の開運ツア-in台湾 |                                              | Hi Jon、Ria                          |
| 2016年3月28日          | 八大綜合台             | 娛樂百分百                      | 百分百遊戲王                                 | NueNue                               |
| 2016年4月4日           | 八大綜合台             | 娛樂百分百                      | 粉Meeting                                    | NueNue                               |
| 2016年4月4日           | 三立都會台             | 綜藝大熱門                      | 無厘頭運動會!要贏比登天還難?!                | Yumi                                 |
| 2016年5月14日          | 三立都會台             | 綜藝玩很大                      | 馬來西亞雪蘭莪                               | Yumi、NueNue                         |
| 2016年5月21日          | 三立都會台             | 綜藝玩很大                      | 馬來西亞雪蘭莪                               | Yumi、NueNue                         |
| 2016年5月28日          | TVBS歡樂台             | 全球中文音樂榜上榜              |                                              | Yumi、NueNue                         |
| 2016年6月4日           | TVBS歡樂台             | 全球中文音樂榜上榜              | Ria、Yumi、NueNue                            |                                      |
| 2016年6月11日          | TVBS歡樂台             | 全球中文音樂榜上榜              | Ria、Yumi、NueNue                            |                                      |
| 2016年6月18日          | 華視主頻               | 全民一起來                      | 全部團員                                     |                                      |
| 2016年7月2日           | TVBS歡樂台             | 全球中文音樂榜上榜              | Yumi                                         |                                      |
| 2016年7月16日          | TVBS歡樂台             | 全球中文音樂榜上榜              | Ria、Yumi                                    |                                      |
| 2016年8月2日           | 八大綜合台             | 娛樂百分百                      | Live                                         | 全部團員                             |
| 2016年8月5日           | 中天綜合台             | SS小燕之夜                      | 網路男神的魅力！？                           | 全部團員                             |
| 2016年8月7日           | 中視數位台             | 沒玩沒了                        |                                              | 全部團員                             |
| 2016年8月11日          | 中天綜合台             | 小明星大跟班                    | 原諒or拆夥？！ 搭檔告解大會！                | Mia、Yumi                            |
| 2016年8月11日          | 三立都會台             | 型男大主廚                      | 下雨天也有好心情，天氣女孩 ! 拜學五星級料理~ | 全部團員                             |
| 2016年8月12日          | 八大綜合台             | 娛樂百分百                      | 粉Meeting                                    | 全部團員                             |
| 2016年8月19日          | 三立都會台             | 綜藝大熱門                      | 超瘋der！怪怪奧林匹克運動會！！              | 全部團員                             |
| 2016年8月20日          | 華視主頻               | 全民一起來                      |                                              | 全部團員                             |
| 2016年8月26日          | 八大綜合台             | 娛樂百分百                      | 天氣女孩 vs 晦氣女孩大對抗                   | 全部團員                             |
| 2016年9月3日           | 三立都會台             | 綜藝玩很大                      | 臺灣臺南（第二彈）                           | 主隊：NueNue、Ria 客隊：Hi Jon、Yumi |
| 2016年9月10日          | 三立都會台             | 綜藝玩很大                      | 臺灣臺南（第二彈）                           | 主隊：NueNue、Ria 客隊：Hi Jon、Yumi |
| 2016年10月1日          | TVBS歡樂台             | 全球中文音樂榜上榜              | 電視記者會                                   | Hi Jon、Ria                          |
| 2016年11月5日          | TVBS歡樂台             | 全球中文音樂榜上榜              | 電視記者會                                   | NueNue                               |
| 2016年12月1日          | 衛視中文台             | 歡樂智多星                      |                                              | Ria、Yumi                            |
| 2016年12月3日          | TVBS歡樂台             | 全球中文音樂榜上榜              | 歡樂研究院                                   | Ria、Yumi                            |

| 2017年電視節目來賓列表 | 2017年電視節目來賓列表 | 2017年電視節目來賓列表 | 2017年電視節目來賓列表    | 2017年電視節目來賓列表 |
| ---------------------- | ---------------------- | ---------------------- | ------------------------- | ---------------------- |
| 播出日期               | 電視台                 | 節目                   | 主題                      | 參與團員               |
| 2017年1月21日          | 三立都會台             | 綜藝玩很大             | 廣州                      | Yumi                   |
| 2017年8月28日          | TVBS                   | 小燕有約               | 團結力量大 結伴勇闖演藝圈 |                        |

### 網路直播節目
- 固定節目

| 播出日期                    | 播出地點 | 網路影音平台   | 節目                 | 參與團員 |
| 2012年8月5日-12月23日       | 日本     | Akiba.TV       |                      | 全部團員 |
| 2013年2月4日-2014年8月4日   | 日本     | ニコニコ生放送 |                      | 全部團員 |
| 2014年11月5日-2015年2月11日 | 臺灣     | LIVEhouse.in   | Weather Girls 來氣玩 | 全部團員 |
| 2015年1月12日-2015年5月11日 | 臺灣     | LIVEhouse.in   | PTT週報 x 天氣女孩   | 全部團員 |

- 節目來賓

| 網路直播節目來賓列表 | 網路直播節目來賓列表 | 網路直播節目來賓列表       | 網路直播節目來賓列表            | 網路直播節目來賓列表 |
| -------------------- | -------------------- | -------------------------- | ------------------------------- | -------------------- |
| 播出日期             | 播出地點             | 網路影音平台               | 節目                            | 參與團員             |
| 2012年7月22日        | 日本                 | JOL原宿TV                  |                                 | 全部團員             |
| 2012年7月22日        | 日本                 | Akiba.TV                   |                                 | 全部團員             |
| 2012年7月24日        | 日本                 | NOTTV                      | notty★LIVE7時間!                | 全部團員             |
| 2012年7月26日        | 日本                 | ニコニコ生放送             |                                 | 全部團員             |
| 2013年2月4日         | 日本                 | ニコニコ生放送             |                                 | 全部團員             |
| 2014年11月11日       | 臺灣                 | 麥卡貝                     | 魯蛋當家                        | Hi Jon、Mia、Yumi    |
| 2014年11月18日       | 臺灣                 | LIVEhouse.in               | 大牌LIVEshow                    | 全部團員             |
| 2014年11月19日       | 臺灣                 | 麥卡貝                     | 日本大遊民                      | Ria、Mini、NueNue    |
| 2014年11月20日       | 臺灣                 | LIVEhouse.in               | Ustyle × 天氣女孩特別企劃       | Ria、Mini            |
| 2014年12月5日        | 臺灣                 | LIVEhouse.in               | Ustyle × 天氣女孩特別企劃       | Mia、NueNue          |
| 2014年12月11日       | 臺灣                 | LIVEhouse.in               | Ustyle × 天氣女孩特別企劃       | Hi Jon、Yumi         |
| 2014年12月18日       | 臺灣                 | 金寶電台                   | WeatherGirls                    | 全部團員             |
| 2015年3月5日         | 臺灣                 | FHM 男人幫官方網站直播頻道 | FHM – 天氣女孩FaceTALK Live直播 | 全部團員             |
| 2016年8月7日         | 臺灣                 | RC直播                     | 當我們喇在一起                  | 全部團員             |

### 廣播電台
- 固定廣播電台

| 播出日期              | 播出地點 | 電台     | 節目 | 參與團員                  |
| 2014年4月18日-9月19日 | 日本     | 日本放送 |      | Hi Jon、Esse、Mia、NueNue |

- 廣播電台來賓

| 2012年廣播電台來賓列表 | 2012年廣播電台來賓列表 | 2012年廣播電台來賓列表 | 2012年廣播電台來賓列表 | 2012年廣播電台來賓列表 |
| ---------------------- | ---------------------- | ---------------------- | ---------------------- | ---------------------- |
| 播出日期               | 播出地點               | 電台                   | 節目                   | 參與團員               |
| 2012年8月10日          | 日本                   | J-WAVE                 | HELLO WORLD            | 全部團員               |
| 2012年9月1日           | 日本                   | FM-FUJI                |                        | 全部團員               |
| 2012年10月18日         | 日本                   | JFN                    | SCHOOL NINE            | 全部團員               |

| 2013年廣播電台來賓列表 | 2013年廣播電台來賓列表 | 2013年廣播電台來賓列表 | 2013年廣播電台來賓列表      | 2013年廣播電台來賓列表 |
| ---------------------- | ---------------------- | ---------------------- | --------------------------- | ---------------------- |
| 播出日期               | 播出地點               | 電台                   | 節目                        | 參與團員               |
| 2013年2月4日           | 日本                   | USEN                   |                             | 全部團員               |
| 2013年2月10日          | 日本                   | USEN                   |                             | 全部團員               |
| 2013年3月14日          | 日本                   | 日本放送               |                             | Hi Jon、Mini           |
| 2013年6月28日          | 日本                   | 日本廣播電台           |                             | Esse、Mini、NueNue     |
| 2013年6月29日          | 日本                   | InterFM                | TECHNOS COLLEGE YOUNG BLOOD | Hi Jon、Esse、Mini     |
| 2013年7月18日          | 日本                   | JFN                    | SCHOOL NINE                 | 全部團員               |
| 2013年10月24日         | 日本                   | 日本放送               |                             | Hi Jon、Mini           |
| 2013年11月16日         | 日本                   | 日本放送               |                             | Mini                   |
| 2013年11月22日         | 日本                   | ZIP-FM                 | SWAG#41                     | Esse、Mini、NueNue     |
| 2013年11月23日         | 日本                   | 日本放送               |                             | Mini                   |
| 2013年12月7日          | 日本                   | 日本放送               | Esse                        |                        |
| 2013年12月21日         | 日本                   | 日本放送               | NueNue                      |                        |

| 2014年廣播電台來賓列表 | 2014年廣播電台來賓列表 | 2014年廣播電台來賓列表 | 2014年廣播電台來賓列表              | 2014年廣播電台來賓列表  |
| ---------------------- | ---------------------- | ---------------------- | ----------------------------------- | ----------------------- |
| 播出日期               | 播出地點               | 電台                   | 節目                                | 參與團員                |
| 2014年1月4日           | 日本                   | 日本放送               |                                     | Hi Jon                  |
| 2014年2月1日           | 日本                   | 日本放送               | Yumi                                |                         |
| 2014年3月2日           | 日本                   | NACK5                  | ～IDOL SHOWCASE～ i-BAN!!           | Esse、Mia、Mini、NueNue |
| 2014年3月8日           | 日本                   | 日本放送               |                                     | Esse、Mini、NueNue      |
| 2014年3月15日          | 日本                   | 日本放送               |                                     | Esse、Mini、NueNue      |
| 2014年3月17日          | 日本                   | J-WAVE                 | HELLO WORLD                         | Esse                    |
| 2014年3月18日          | 日本                   | J-WAVE                 | HELLO WORLD                         | Esse                    |
| 2014年6月6日           | 日本                   | J-WAVE                 | HELLO WORLD- ENTERTAINMENT STREAM F | Esse                    |
| 2014年9月28日          | 日本                   | FMCiao                 | [ 103 ]                             | 全部團員                |
| 2014年10月5日          | 日本                   | FMCiao                 |                                     | 全部團員                |
| 2014年11月17日         | 臺灣                   | 城市廣播網             | 城市好有FU                          | 全部團員                |
| 2014年11月17日         | 臺灣                   | ICRT                   | The Jam                             | 全部團員                |
| 2014年11月23日         | 臺灣                   | 亞洲廣播網             | 青春亞洲                            | 全部團員                |
| 2014年12月12日         | 臺灣                   | 中廣流行網             | Midnight You and Me                 | 全部團員                |

### 現場演出
日本演出
| 名稱                                       | 日期                    | 地點                                            |
| a-nation 2012 musicweek Asia Progress F    | 2012年8月10日           | 國立代代木競技場第一體育館                      |
| 2012年 夏                                  | 2012年8月19日           |                                                 |
| 2012                                       | 2012年10月21日          | 巴而可                                          |
| 2012 AKIBA-PC-DIY EXPO                     | 2012年12月15日          |                                                 |
| Shibuya109 Girls Festival 2012             | 2012年12月29日          | TSUTAYA O-EAST                                  |
| Girl′s Bomb!!                              | 2013年3月10日           |                                                 |
| vol.4                                      | 2013年3月15日           | TwinBox AKIHABARA                               |
| presents GIRLS POP LIVE!! vol.1            | 2013年4月9日            | TwinBox AKIHABARA                               |
|                                            | 2013年4月18日           | TSUTAYA O-EAST                                  |
| SHIBUYA DE LUNCH VOL.1                     | 2013年4月21日           | TSUTAYA O-WEST                                  |
| Shibuya Sports Station powered by COOLCORE | 2013年4月27日           | 澀谷車站                                        |
| Girl's Bomb!!                              | 2013年4月28日           |                                                 |
| Future IDOL                                | 2013年5月6日            | Future SEVEN                                    |
| RE-EXTRA!!!                                | 2013年5月15日           | 澀谷Star lounge                                 |
|                                            | 2013年5月18日           | 新宿LOFT、波麗佳音總部一樓活動中心              |
|                                            | 2013年5月24日           | 赤坂BLITZ                                       |
| Vol.4＆Vol.5                               | 2013年5月25日           | 赤坂BLITZ                                       |
|                                            | 2013年6月2日            | 波麗佳音總部一樓活動中心                        |
|                                            | 2013年6月7日            | TSUTAYA O-EAST                                  |
|                                            | 2013年6月16日           | 波麗佳音總部一樓活動中心                        |
|                                            | 2013年6月22日           |                                                 |
|                                            | 2013年7月20日           | 波麗佳音總部一樓活動中心                        |
|                                            | 2013年7月26日           | 赤坂Sacas                                       |
| TOKYO IDOL FESTIVAL 2013                   | 2013年7月27日           |                                                 |
|                                            | 2013年8月4日            |                                                 |
| 2013                                       | 2013年8月9日            |                                                 |
| a-nation 2013 IDOL NATION                  | 2013年8月10日           | 國立代代木競技場第一體育館                      |
|                                            | 2013年8月11日           | 上野公園                                        |
|                                            | 2013年8月16日           | 赤坂Sacas                                       |
|                                            | 2013年8月17日           | 波麗佳音總部一樓活動中心                        |
| 24小時電視 「愛心救地球」                  | 2013年8月24日           | 、中部國際機場、名古屋中央公園、                |
|                                            | 2013年8月30日           | MEGAWEB                                         |
|                                            | 2013年9月1日            |                                                 |
|                                            | 2013年9月15日           | 波麗佳音總部一樓活動中心                        |
|                                            | 2013年9月29日           | 久屋大通公園                                    |
|                                            | 2013年10月19日          | 波麗佳音總部一樓活動中心                        |
|                                            | 2013年11月15日          | 波麗佳音總部一樓活動中心                        |
| Christmas LIVE in DENPARK                  | 2013年12月1日           |                                                 |
|                                            | 2013年12月6日           | 波麗佳音總部一樓活動中心                        |
|                                            | 2014年1月24日           | 波麗佳音總部一樓活動中心                        |
| AACUP                                      | 2014年2月2日            | City                                            |
|                                            | 2014年2月14日           | 波麗佳音總部一樓活動中心                        |
|                                            | 2014年2月28日           | SHIBUYA ENTERTAINMENT THEATER PLEASURE PLEASURE |
|                                            | 2014年5月10日           |                                                 |
| SEAGAIA MUSIC RESORT 2014                  | 2014年6月28日           |                                                 |
| TOKYO IDOL FESTIVAL 2014                   | 2014年8月2日            |                                                 |
| Fukuoka Asian Party                        | 2015年10月10日-10月11日 | 福岡市役所                                      |

 臺灣演出
| 名稱                                                    | 日期                        | 地點                     |
| 2013 NBA國際系列賽臺北站                                | 2013年10月13日              | 臺北小巨蛋、臺北體育館   |
| 第十一季SBL誓師大會                                     | 2013年11月5日               | 西門紅樓                 |
| 2013 日本武士 VS 中華戰士經典棒球對抗賽                 | 2013年11月8日-11月9日       | 新莊棒球場               |
| 第十一季超級籃球聯賽開幕戰                              | 2013年11月16日              | 國立台灣體育運動大學     |
| 第十一季超級籃球聯賽                                    | 2013年12月22日              | 新竹市立體育場           |
| 臺北車展                                                | 2013年12月28日              | 臺北世界貿易中心         |
| 偶滴愛輪跨年晚會                                        | 2013年12月31日              | 劍湖山世界               |
| 寒冬問暖送愛心公益活動暨九太尾牙                        | 2014年1月4日                | 谷關博愛國小             |
| 第一回臺日影視文化交流活動                              | 2014年2月22日               | 華山1914文化創意產業園區 |
| 臺韓觀光交流公益明星棒球賽                              | 2014年3月16日               | 臺中市洲際棒球場         |
| 旅館公會聯合餐敘                                        | 2014年3月19日               |                          |
| 第十一季超級籃球聯賽冠軍決賽                            | 2014年3月29日               | 高雄市現代化綜合體育館   |
| 第十一季超級籃球聯賽冠軍決賽                            | 2014年3月30日               | 高雄市現代化綜合體育館   |
| 第十一季超級籃球聯賽冠軍決賽                            | 2014年4月1日                | 高雄市現代化綜合體育館   |
| 第十一季超級籃球聯賽冠軍決賽                            | 2014年4月5日                | 新莊體育館               |
| 中華HIT撃棒中華汽車家庭日                               | 2014年5月24日               | 臺中市洲際棒球場         |
| Lamigo桃猿下半季首戰                                    | 2014年7月4日                | 桃園國際棒球場           |
| 墾丁熱氣球嘉年華                                        | 2014年7月5日                | 小墾丁牛仔渡假村         |
| 103年國慶四海同心聯歡大會                               | 2014年10月9日               | 臺北小巨蛋               |
| 萬心揚愛把愛傳出去園遊會                                | 2014年11月9日               | 草悟道                   |
| 21U世界棒球錦標賽                                       | 2014年11月9日               | 臺中市洲際棒球場         |
| 《威啊》臺南簽唱會                                      | 2014年11月23日              | 臺南南方公園             |
| 《威啊》臺中簽唱會                                      | 2014年11月23日              | 逢甲歡樂星廣場           |
| 臺北警專學校校園活動                                    | 2014年12月4日               | 臺灣警察專科學校         |
| 舞之祭in臺灣                                            | 2014年12月6日               | 國立臺灣戲曲學院         |
| 舞之祭in臺灣                                            | 2014年12月7日               | 新光三越信義新天地       |
| 寒冬問暖送愛心公益活動                                  | 2014年12月24日-2015年1月6日 | 監獄巡迴                 |
| 2015國立中興大學跨年晚會-奇幻興航                       | 2014年12月31日              | 國立中興大學             |
| 寒冬問暖送愛心公益活動暨九太尾牙                        | 2015年1月17日               | 谷關博愛國小             |
| SD鋼彈Battle Station慶功記者會                          | 2015年4月1日                |                          |
| 桃園第一 創新領航-2015畢業演唱會                        | 2015年6月9日                | 桃園創新技術學院         |
| FHM Taiwan 男人幫國際中文版百大美女公布暨頒獎典禮記者會 | 2015年6月16日               |                          |
| 2015音浪頭城-頭城海洋文化觀光季                         | 2015年7月24日               | 烏石漁港港澳沙灘         |
| 2015舞朝盃流行舞蹈大賽 & 暨舞星徵選                     | 2015年8月22日               | 高雄漢神巨蛋             |
| 大同嗨彼得校園演唱會                                    | 2015年10月31日              | 大同大學                 |
| 臺北魅力展Taipei IN Style 2015                          | 2015年11月15日              | 松山文化創意園區         |
| 九太盃全國跆拳道團體錦標賽                              | 2015年12月15日              | 新竹市體育館             |
| 日本三重觀光物產展                                      | 2016年3月6日                | MITSUI OUTLET PARK 林口  |
| 2016大金空調新產品發表會暨經銷商大會                    | 2016年3月10日               | 萬豪酒店及度假酒店       |
| 媽祖之光大型電視晚會                                    | 2016年4月7日                | 大甲體育場               |
| 全民反詐騙X打K總動員 105年犯罪預防日暨青春專案宣導活動  | 2016年8月13日               | 臺北火車站一樓大廳       |
| 臺日女團對決                                            | 2016年8月16日               | 漫畫博覽會               |
| 2016戀舞夏日跨服爭霸賽                                  | 2016年8月20日               | 大魯閣草衙道             |
| 2016臺日足球友誼賽                                      | 2016年8月29日               | 臺北田徑場               |
| 2016臺日足球友誼賽                                      | 2016年9月1日                | 臺北田徑場               |
| 工研院中秋晚會                                          | 2016年9月8日                | 工業技術研究院           |
| 臺大迎新音樂會                                          | 2016年9月11日               | 國立臺灣大學             |
| CGC顛覆童話時尚派對                                     | 2016年10月15日              | 花博公園                 |
| 2016大理高中舞會                                        | 2016年10月29日              | 臺北市立大理高級中學     |
| 紅心字會《天氣女孩公益活動》                            | 2016年11月12日              | 新光三越                 |
| 123國際身障日公益活動                                   | 2016年11月26日              | 桃園展演中心             |
| 紅心字會《天氣女孩公益活動》                            | 2016年12月3日               | 高雄漢神百貨             |
| 紅心字會《天氣女孩公益活動》                            | 2016年12月4日               | FOCUS時尚流行館          |
| 紅心字會《天氣女孩公益活動》                            | 2016年12月10日              | 板橋大遠百               |
| 紅心字會《天氣女孩公益活動》                            | 2016年12月10日              | 松山CITY LINK            |
| 紅心字會《天氣女孩公益活動》                            | 2016年12月11日              | 林口環球                 |
| 紅心字會《天氣女孩公益活動》                            | 2016年12月17日              | 台中大遠百               |
| 紅心字會《天氣女孩公益活動》                            | 2016年12月18日              | 嘉義新光三越             |
| 紅心字會《天氣女孩公益活動》                            | 2016年12月18日              | 台南新光三越中山店       |
| 陸軍專校校園演唱會                                      | 2016年12月21日              | 陸軍專科學校             |
| 紅心字會《天氣女孩公益活動》                            | 2016年12月25日              | 中和環球                 |
| 《金雞報喜財源廣進》彰化市跨年晚會                      | 2016年12月31日              | 彰化市北極宮             |
| Girl's Bomb!!                                           | 2017年2月4日                |                          |

### 宣傳/廣告代言
| 年份   | 宣傳/廣告代言                                        | 參與團員         | 備註                          |
| 2008年 | City no 1城市一族巧克力棒廣告 （页面存档备份，存于） | Mia              |                               |
| 2013年 | 最強銀河 究極ゼロ 〜バトルスピリッツ〜               | 全部團員         |                               |
| 2013年 | 第十一季超級籃球聯賽                                 | 全部團員         | 年度代言人                    |
| 2014年 | 唯舞獨尊3                                            | 全部團員         |                               |
| 2014年 | 第一回臺日影視文化交流活動                           | 全部團員         | 日臺著作權保護隊長            |
| 2014年 | Canon                                                | 全部團員         |                               |
| 2014年 | 博斯運動頻道                                         | 全部團員         | 化身為「博斯女孩」            |
| 2015年 | 尖端EYE書坊                                          | 全部團員         |                               |
| 2015年 | DOMO子の宅旅啟萌!!                                   | Mia              |                               |
| 2015年 | Super Hero Run 超級英雄路跑活動                      |                  |                               |
| 2015年 | PayEasy 「永遠的好姐妹‧我陪妳」系列廣告              | Mia              |                               |
| 2016年 | 大金空調                                             | 全部團員         | 化身為「DKR32」為大金空調代言 |
| 2016年 | 全民一起來                                           | Hi Jon、Ria、Mia |                               |
| 2016年 | 紅心字會                                             | 全部團員         | 公益大使                      |
| 2016年 | 臺北市政府「全民反詐騙 打K總動員」                   | 全部團員         | 犯罪預防宣導活動形象大使      |

## 主持作品
| 名稱                    | 播出日期                                                                                            | 電視台/影音平台       | 參與團員                                                                                               | 播出                                       | 備註         |
|                         | 2012年10月1日-11月26日                                                                              | Music On! TV          | 全部團員                                                                                               | 日本                                       | 實境節目     |
| SeasonⅡ                 | 2013年2月4日-3月26日                                                                                | Music On! TV          | 全部團員                                                                                               | 日本                                       | 實境節目     |
|                         | 2013年7月2日-10月8日                                                                                | YouTube               | 全部團員                                                                                               | 日本                                       | 網路節目     |
|                         | 2013年10月19日-12月21日                                                                             | 名古屋電視台          | 全部團員                                                                                               | 日本                                       | 專屬節目     |
| 2013年10月21日-12月23日 | 東京都會電視台                                                                                      |                       | 全部團員                                                                                               | 日本                                       | 專屬節目     |
| 我們都來了              | 2014年4月25日-7月20日                                                                               | 八大綜合台            | 全部團員                                                                                               | 臺灣                                       | 固定節目     |
| Weather Girls 來氣玩    | 2014年10月1日-2015年2月11日                                                                         | LIVEhouse.in          | 全部團員                                                                                               | 臺灣                                       | 網路直播節目 |
| 全球中文音樂榜上榜      | 2015年1月10日 2015年5月30日 2015年11月14日 2015年11月28日 2015年12月26日 2016年3月11日 2016年6月4日 | TVBS歡樂台            | Hi Jon Yumi Hi Jon、NueNue Hi Jon、Yumi Yumi、NueNue                                                   | 臺灣                                       | 嘉賓主持人   |
| PTT週報 x 天氣女孩      | 2015年1月12日-5月11日                                                                               | LIVEhouse.in          | 全部團員                                                                                               | 臺灣                                       | 網路直播節目 |
| 網路溫度計              | 2015年6月18日 2015年6月19日 2015年6月26日                                                           | 冠軍夢想台            | NueNue                                                                                                 | 臺灣                                       | 助理主持     |
| 嗨!LET'S GO             | 2016年1月7日-4月21日                                                                                | 亞洲旅遊台            | 全部團員 沖繩篇:Yumi、NueNue 關東篇:Mia、Yumi 廣島篇:Mia、Yumi 三重篇:Hi Jon、Ria 長崎篇：Hi Jon, Yumi | 臺灣                                       | 主持人       |
| 嗨!LET'S GO             | 2016年1月14日-4月28日                                                                               | 亞洲旅遊台 （國際版） | 全部團員 沖繩篇:Yumi、NueNue 關東篇:Mia、Yumi 廣島篇:Mia、Yumi 三重篇:Hi Jon、Ria 長崎篇：Hi Jon, Yumi | 新加坡、 印度尼西亞、 臺灣（部分有線電視） | 主持人       |
| 嗨!LET'S GO 第2季       | 2017年6月                                                                                           | 亞洲旅遊台            | Hi Jon、Yumi                                                                                           | 臺灣                                       | 主持人       |
| 嗨!LET'S GO 第2季       | 2017年6月                                                                                           | 亞洲旅遊台 （國際版） | Hi Jon、Yumi                                                                                           | 新加坡、 印度尼西亞、 臺灣（部分有線電視） | 主持人       |

## 外部連結
日文
- 官方部落格 （页面存档备份，存于）
- 官方頻道 （页面存档备份，存于） on YouTube
- 天氣女孩的X（前Twitter）

中文
- 官方網站 （页面存档备份，存于）
- 官方頻道 （页面存档备份，存于） on YouTube
- Weather Girls的Facebook專頁

各團員個人Facebook粉絲頁
- Hi Jon的Facebook專頁
- Ria的Facebook專頁
- Yumi的Facebook專頁
- Dara的Facebook專頁
- Esse的Facebook專頁
- Mini的Facebook專頁
- Mia的Facebook專頁
- NueNue的Facebook專頁
- Hongseol的Facebook專頁

各團員個人Instagram粉絲頁
- Hi Jon的Instagram帳戶
- Ria的Instagram帳戶
- Yumi的Instagram帳戶
- Dara的Instagram帳戶
- Esse的Instagram帳戶
- Mini的Instagram帳戶
- Mia的Instagram帳戶
- NueNue的Instagram帳戶
- Hongseol的Instagram帳戶

各團員個人Twitter頁面
- Hi Jon的X（前Twitter）
- Ria的X（前Twitter）
- Yumi的X（前Twitter）
- Esse的X（前Twitter）
- Mini的X（前Twitter）
- Mia的X（前Twitter）
- NueNue的X（前Twitter）

各團員個人微博頁面
- Hi Jon的新浪微博
- Ria的新浪微博
- Yumi的新浪微博
- Dara的新浪微博
- Esse的新浪微博
- Mini的新浪微博
- Mia的新浪微博
- NueNue的新浪微博